# Derek Hatfield
Derek Hatfield, né le 30 août 1952 à Newcastle, et mort le 30 juillet 2016 à Halifax, est un navigateur canadien.
Il a remporté en 2002 la course autour du Around Alone en classe 3 avec des bateaux de type Open 40.
Il participe en 2008 à son premier Vendée Globe sur l'IMOCA Algimouss-Spirit of Canada, devenant le deuxième canadien à s'y engager, après Gerry Roufs en 1996. Alors qu'il est en 16ème position, il abandonne le 29 décembre 2008 à la suite de la casse de deux barres de flèches après un chavirage. Il se déroute vers Hobart en Australie, qu'il atteint le 3 janvier 2009.
En 2010, il prend part à la Velux 5 Oceans sur l'IMOCA Active House. Il termine 3ème sur 5 concurrents, le 29/05/2011, avec 51 points, à 22 points du vainqueur, Brad Van Liew. 